# Chiesa della Beata Vergine Immacolata (Falcade)
La chiesa della Beata Vergine Immacolata è la parrocchiale di Falcade, in provincia di Belluno e diocesi di Belluno-Feltre; fa parte della convergenza foraniale di Agordo-Livinallongo.

## Storia
La parrocchia di Falcade venne eretta il 20 gennaio 1866; già cinque anni dopo nacque l'idea di costruire una nuova chiesa che accogliesse i fedeli, essendo quella di San Sebastiano insufficiente a soddisfare le loro esigenze.
Il disegno fu però abbandonato e ripreso solo dopo decenni. Nel 1928 il vescovo Giosuè Cattarossi esortò la popolazione a realizzare la nuova chiesa. Il parroco don Augusto Bramezza incominciò così le pratiche necessarie e, per ricavare del denaro, vendette la vecchia canonica; si formò un comitato capeggiato da Sante Strim.
Nel 1929 si provvide a smantellare il cimitero militare che era situato dove sarebbe sorta la parrocchiale e nel 1931 venne presentato il progetto per l'edificio, disegnato da Achille Vettorazzo e Rodolfo Gennari.

L'8 ottobre 1933 fu posta la prima pietra dell'erigenda struttura, nella quale venne posta l'iscrizione "Anno Domini MCMXXXIII / centenario redemptionis nostrae / die VIII octobris / regnante Pontifice Pio XI / Episcopo Iosue Cattarossi / Victorio Emmanuel III Rege / Mussolini Duce / Municipii Rectore Sixto Rossi / Parocho Augusto Bramezza / primarius lapis / huius templi beatae Mariae Virgini / Immaculatae dicati / solemniter positus fuit / Achille Vettorazzo architecto / praefecto pro erigenda ecclesia / Sancto Strim"; la chiesa fu aperta al culto nel 1946 e consacrata il 31 maggio 1947 dal vescovo Girolamo Bortignon, mentre il giorno dopo venne eretta a parrocchiale.
Nel 1948 vennero poste le fondamenta del campanile e si iniziò la sua realizzazione, ma i lavori furono interrotti e mai più ripresi a causa dell'instabilità del terreno.
Tra il 1982 e il 1983 l'edificio venne interessato da un intervento di restauro, in occasione del quale si provvide a rifare il tetto e a ritinteggiare l'esterno

## Descrizione

### Esterno
La facciata a salienti della chiesa, che guarda ad oriente, è scandita da grosse lesene e si compone di tre corpi: la parte centrale, anticipata dal portico, presenta il portale d'ingresso e il rosone, inscritto in un grande arco a sesto acuto, mentre le due ali laterali sono caratterizzate da due nicchie vuote.

### Interno
L'interno dell'edificio si compone di tre navate, separate da colonne sorreggenti archi a sesto acuto; al termine dell'aula si sviluppa il presbiterio, chiuso dall'abside.
Qui sono conservate diverse opere di pregio, tra le quali la Via Crucis, realizzata da Augusto Murer, il bassorilievo ritraente Cristo sulla croce con san Giovanni e le pie donne, eseguito da Dante Moro, e il crocifisso, dello stesso autore.